# Orgel van de Nieuwe Kerk in Katwijk

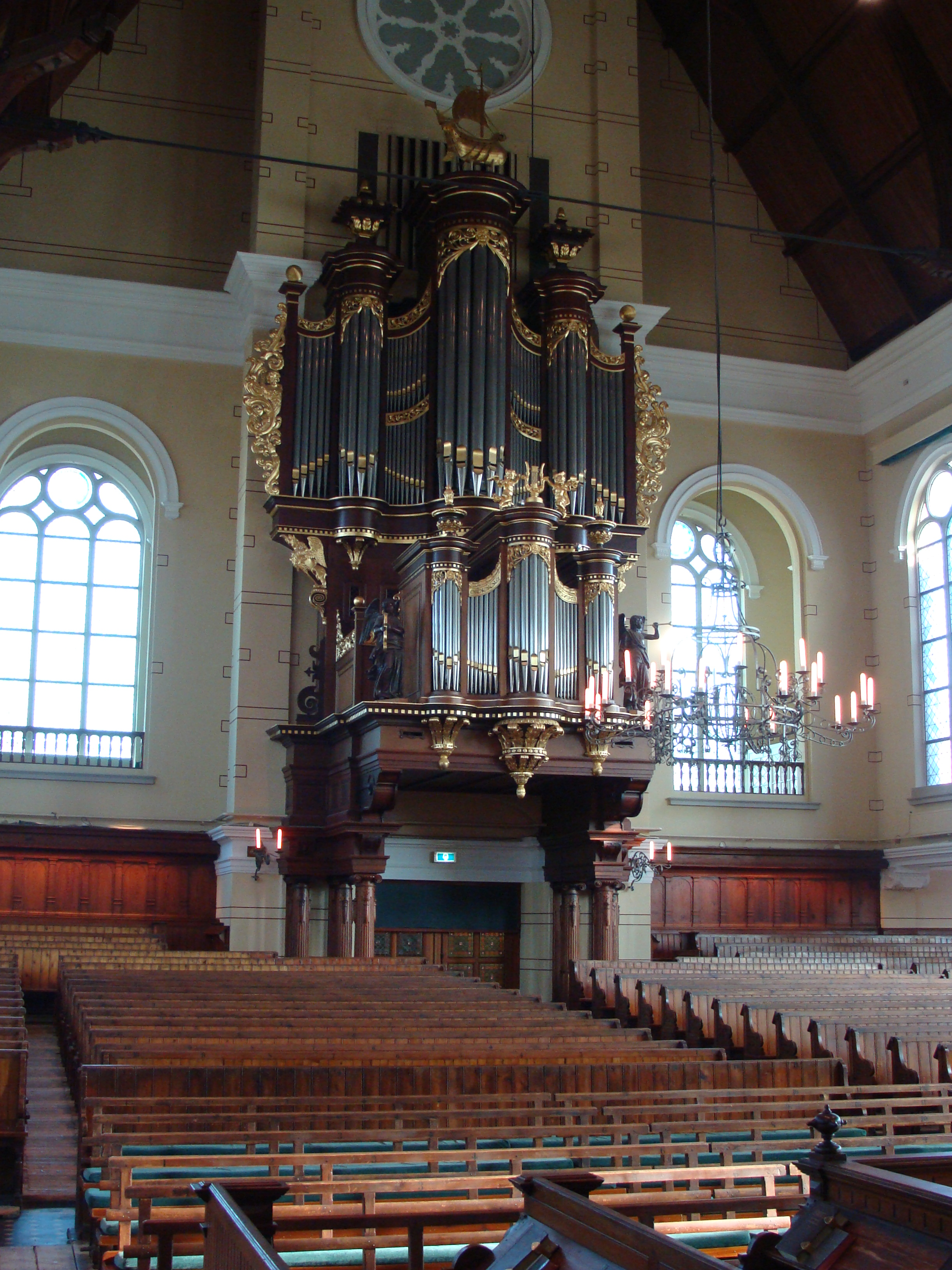

Het orgel van de Nieuwe Kerk in Katwijk aan Zee, in de Nederlandse provincie Zuid-Holland, werd in 1983 in gebruik genomen.

## Geschiedenis en typering
In 1979 verstrekte de Kerkvoogdij van de Ned. Herv. Gemeente te Katwijk aan Zee de opdracht, onder leiding van de adviseur Jaap van Rijn (Hoofdorganist Nieuwe Kerk), aan de Dordtse orgelbouwer Jan van den Heuvel om een nieuw orgel te bouwen. Het orgel werd in de jaren 1981-1983 gebouwd volgens het mechanische sleepladensysteem en staat opgesteld achter het historische Nolting-front uit 1822, dat op aanwijzing en onder toezicht van de Rijksdienst voor Monumentenzorg geheel werd gerestaureerd. De tachtig zelfstandig sprekende stemmen zijn verdeeld over vier klavieren en pedaal. Daarmee is dit het op twee na grootste orgel van Nederland, na het hoofdorgel van de Laurenskerk in Rotterdam (85/IV/P) en dat van de Kathedrale Basiliek Sint Bavo te Haarlem (81/IV/P).
In technisch en artistiek opzicht vond een oriëntatie plaats volgens de principes van de bekende Franse orgelbouwer Aristide Cavaillé-Coll (1811–1899). De registerbezetting van het Positif is één der grootste ter wereld.
Het heeft in de 18 sprekende stemmen onder andere een doorlopende Cornet décomposé 8-sterk vanuit 8 voet. Een aantal registers van het Positif heeft de 18e-eeuwse Franse mensurering. Het Grand-Orgue heeft naast een Cornet 5-sterk vanuit 8 voet een doorlopende Cornet décomposé 8-sterk vanuit 16 voet. Dit werd nog niet eerder in Nederland gebouwd, evenals de Cornet décomposé 8-sterk vanuit 32 voet op het Pédale. Deze klankopbouw is in geen enkel Nederlands orgel te vinden, echter wel in de grote orgels van de Franse kathedralen zoals de Notre-Dame in Parijs.
Het Récit expressif is boven de orgelkas in de toren van de kerk geplaatst en kan door het bedienen van een trede bij de klaviatuur, geheel van de kerkruimte geïsoleerd en er direct ingebracht worden. Dat resulteert in een bijzonder effect. 
Naar verhouding heeft dit orgel een zeer rijke tongwerken-bezetting van 22 registers, waaronder het uit 4 registers bestaande Chamade-werk (horizontaal gepositioneerde trompetten).
In het Echo zijn enige registers overgenomen uit het oorspronkelijke Nolting-orgel uit 1822. De klaviatuur werd uitgevoerd in de Franse stijl. Naast de zogenaamde registerstoelen zijn boven het pedaal treden geplaatst die dienen als speelhulpen.
Een aantal bij deze speelhulpen toegepaste constructies is speciaal voor dit orgel door Jan van den Heuvel ontwikkeld.
Op het Grand-Orgue, Récit expressif en Pédale is het zogenaamde “Barker-Systeem” toegepast, dit om het gehele instrument op soepele wijze te kunnen bespelen. Het laatste verbeterde systeem door orgelbouwer Cavaillé-Coll toegepast, werd door Van den Heuvel bestudeerd en stond model voor de "Barkers" in het Katwijkse orgel.
Adviseur was Jaap van Rijn, hoofdorganist van de Nieuwe Kerk. Het Nieuwe Kerk-orgel werd door de Société Académique "Arts, Sciences, Lettres" in 1984 gewaardeerd met een 'Medaille d'Argent'.
Sindsdien verwierf Van den Heuvel vele opdrachten voor het bouwen van orgels van over de hele wereld, waaronder de Église Saint-Eustache in Parijs.

## Dispositie van het Van den Heuvel-orgel
De huidige dispositie is als volgt:
| I Positif C–g3     |        |
| Montre             | 08′    |
| Bourdon            | 08′    |
| Quintaton          | 08′    |
| Prestant           | 04′    |
| Flûte douce        | 04′    |
| Nasard             | 02/3′  |
| Doublette          | 02′    |
| Quarte de Nasard 0 | 02′    |
| Tierce             | 013/5' |
| Larigot            | 01/3′  |
| Septième           | 01/7′  |
| Piccolo            | 01'    |
| Plein-Jeu V        |        |
| Sesquialtera II0   |        |
| Basson             | 16'    |
| Trompette          | 08'    |
| Cromorne           | 08'    |
| Clairon            | 04'    |
|                    |        |

| II Grand-Orgue C–g3 |        |
| Montre              | 16′    |
| Bourdon             | 16′    |
| Montre              | 08′    |
| Salicional          | 08′    |
| Flûte harmonique 0  | 08′    |
| Flûte à cheminée    | 08′    |
| Prestant            | 04′    |
| Flûte à bec         | 04′    |
| Doublette           | 02'    |
| Grosse Quinte       | 051/3' |
| Grosse Tierce       | 031/5′ |
| Quinte              | 02/3′  |
| Septième            | 021/7' |
| Fourniture V        |        |
| Cymbale IV          |        |
| Cornet V            |        |
| Bombarde            | 16'    |
| Trompette           | 08'    |
| Clairon             | 04'    |
|                     |        |

| III Récit Expressif C–g3 |       |
| Quintaton                | 16′   |
| Cor de nuit              | 08′   |
| Flûte traversière        | 08′   |
| Viole de Gambe           | 08′   |
| Voix céleste             | 08′   |
| Prestant                 | 04′   |
| Flûte octaviante         | 04′   |
| Viola d'amour            | 04′   |
| Nasard                   | 02/3' |
| Octavin                  | 02'   |
| Carillon I-III           |       |
| Plein-Jeu harm. III-VI0  |       |
| Basson                   | 16′   |
| Trompette harm.          | 08′   |
| Hautbois                 | 08′   |
| Clarinette               | 08'   |
| Voix humaine             | 08'   |
| Clairon harm.            | 04'   |
|                          |       |

| IV Echo C–g3  |        |
| Bourdon       | 08'    |
| Flûte         | 04'    |
| Nasard        | 02/3'  |
| Flageolet     | 02'    |
| Tierce        | 013/5' |
| Cymbale II    |        |
| Cor Anglais 0 | 08'    |
|               |        |

| IV Chamade C–g3     |     |
| Tube magna          | 16' |
| Tuba Mirabilis      | 08' |
| Cor harmonique      | 04' |
| Cornette harmonique | 02' |
|                     |     |

| Pédale C–f1      |        |
| Soubasse         | 32′    |
| Contrebasse      | 16′    |
| Soubasse         | 16′    |
| Grosse Quinte    | 102/3′ |
| Flûte            | 08′    |
| Violoncelle      | 08′    |
| Grosse Tierce    | 061/5′ |
| Quinte           | 051/3′ |
| Septième         | 04/7′  |
| Flûte            | 04′    |
| Contrebombarde 0 | 32'    |
| Bombarde         | 16'    |
| Trompette        | 08'    |
| Clairon          | 04'    |
|                  |        |

- Appels: Anches du Positif, Chamades, Registres de 32', Trémolos (Pos, G.O., Récit - appel et renvoi)
- Copula: I/II, III/II (8', 16'), IV/II, IV/III
- Tirasses: Pos., G.O., Réc.
- Combinaisons: G.O., Réc., Péd.
- Klavieromvang C-g: 56 toetsen
- Pedaalomvang: 30 toetsen

## Foto's

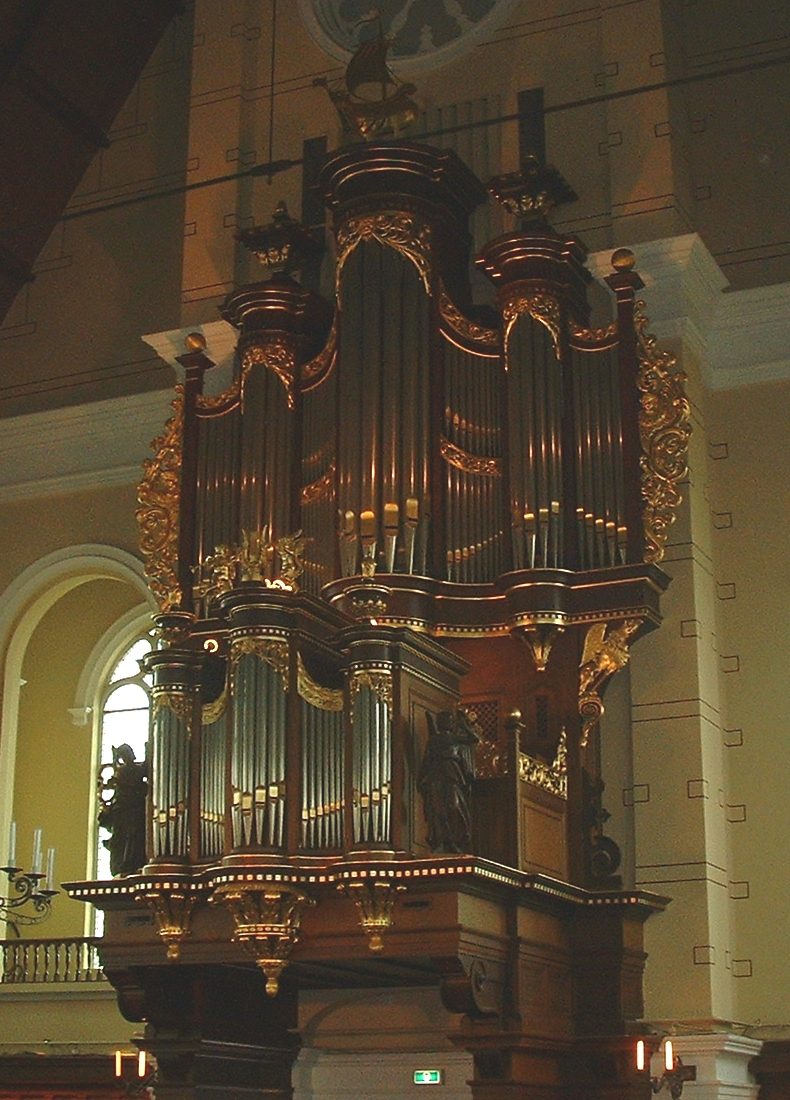
Van den Heuvelorgel
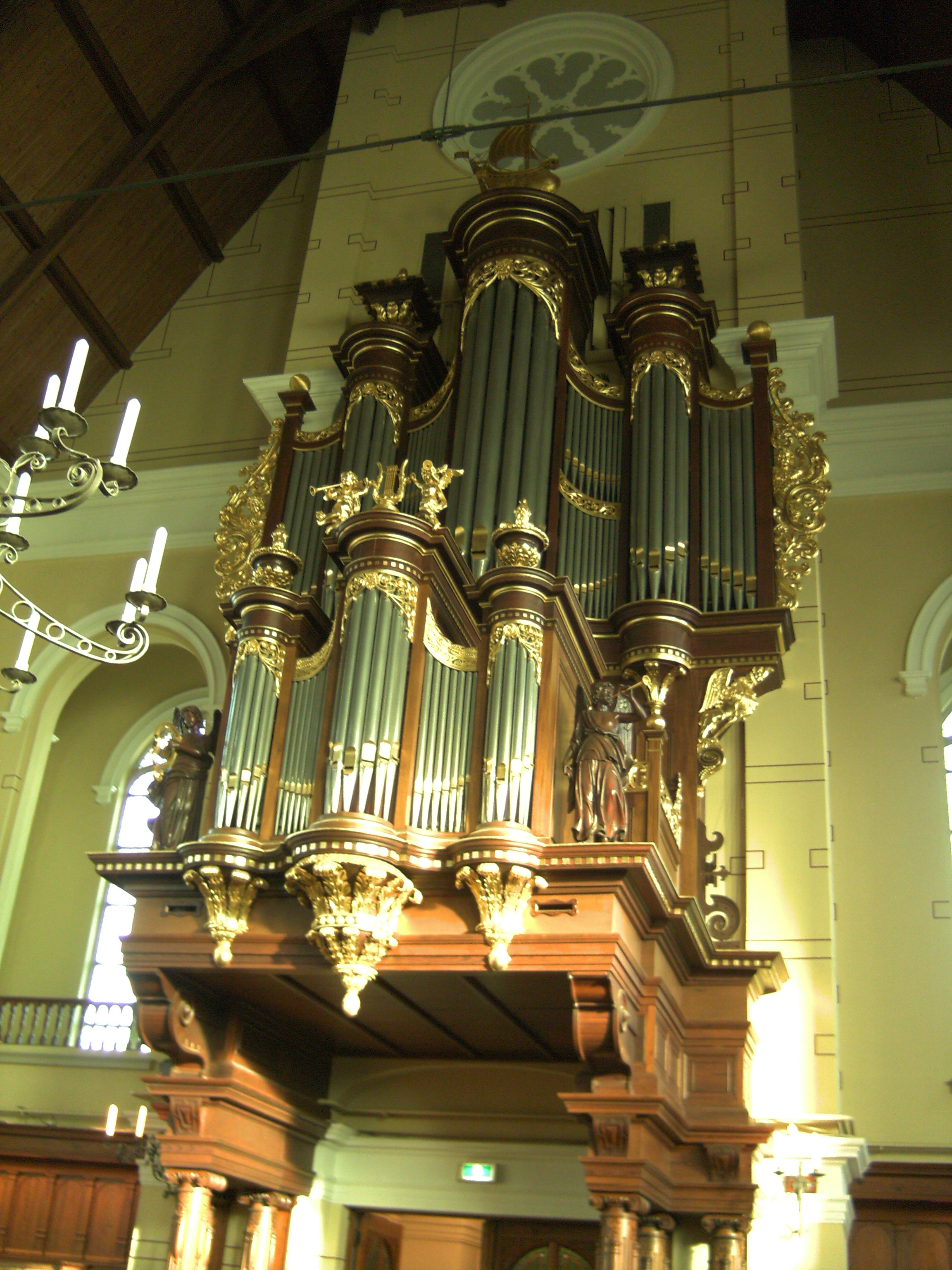
Van den Heuvelorgel
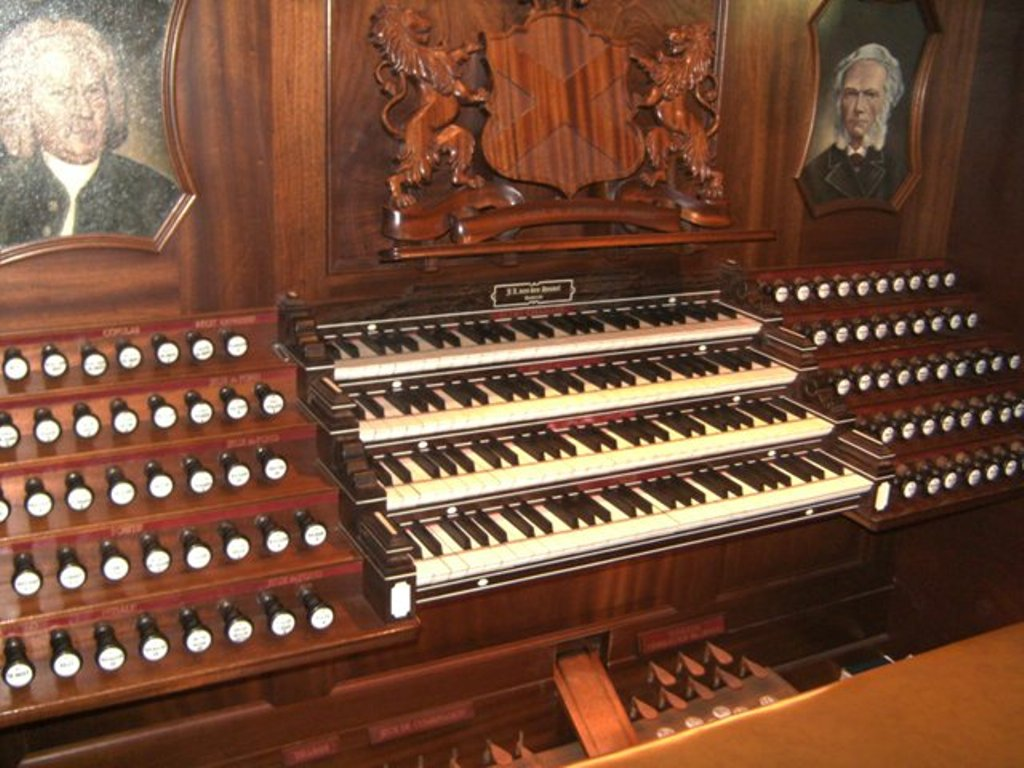
Klavier
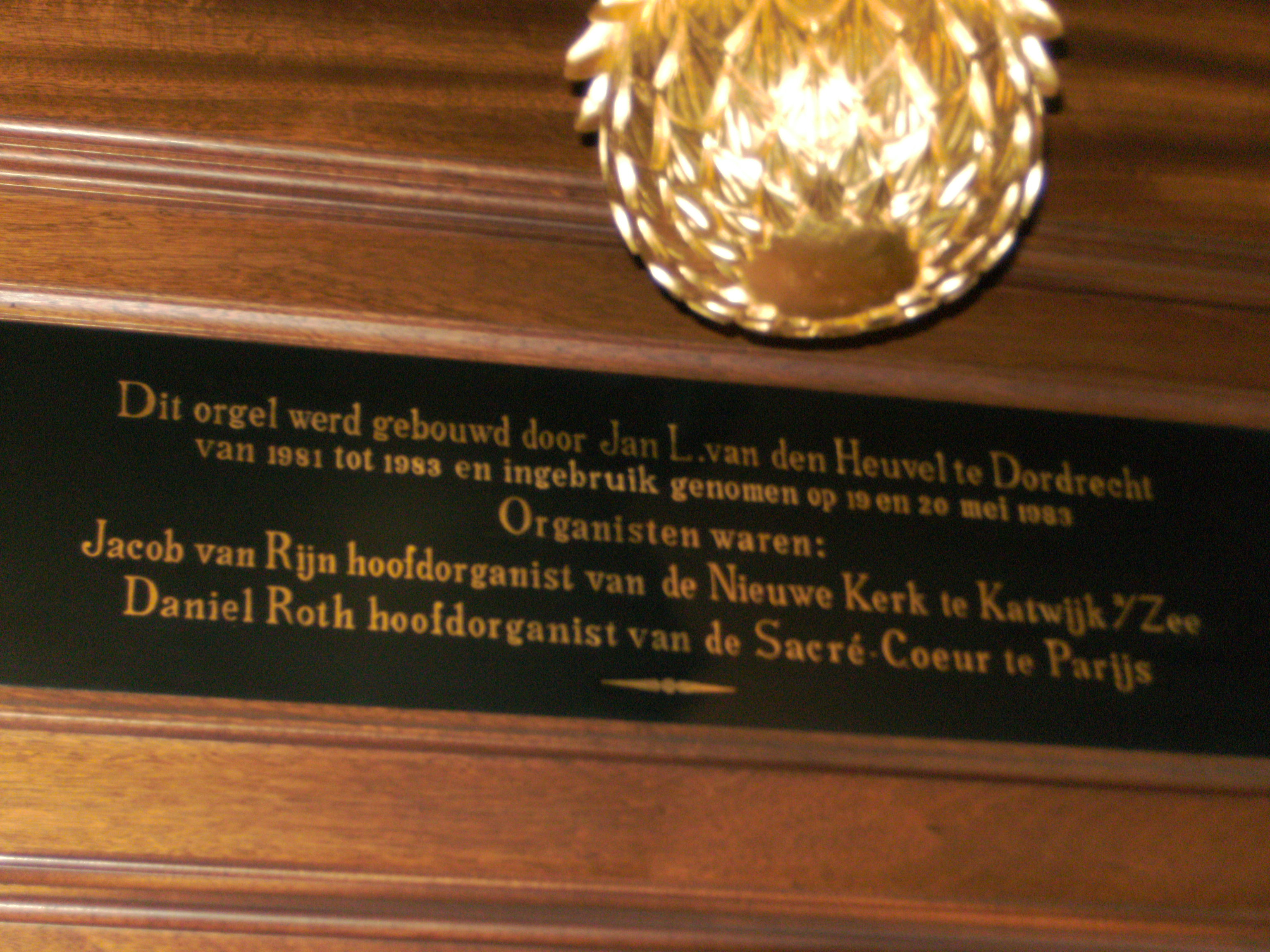
Tekst ingebruikname orgel
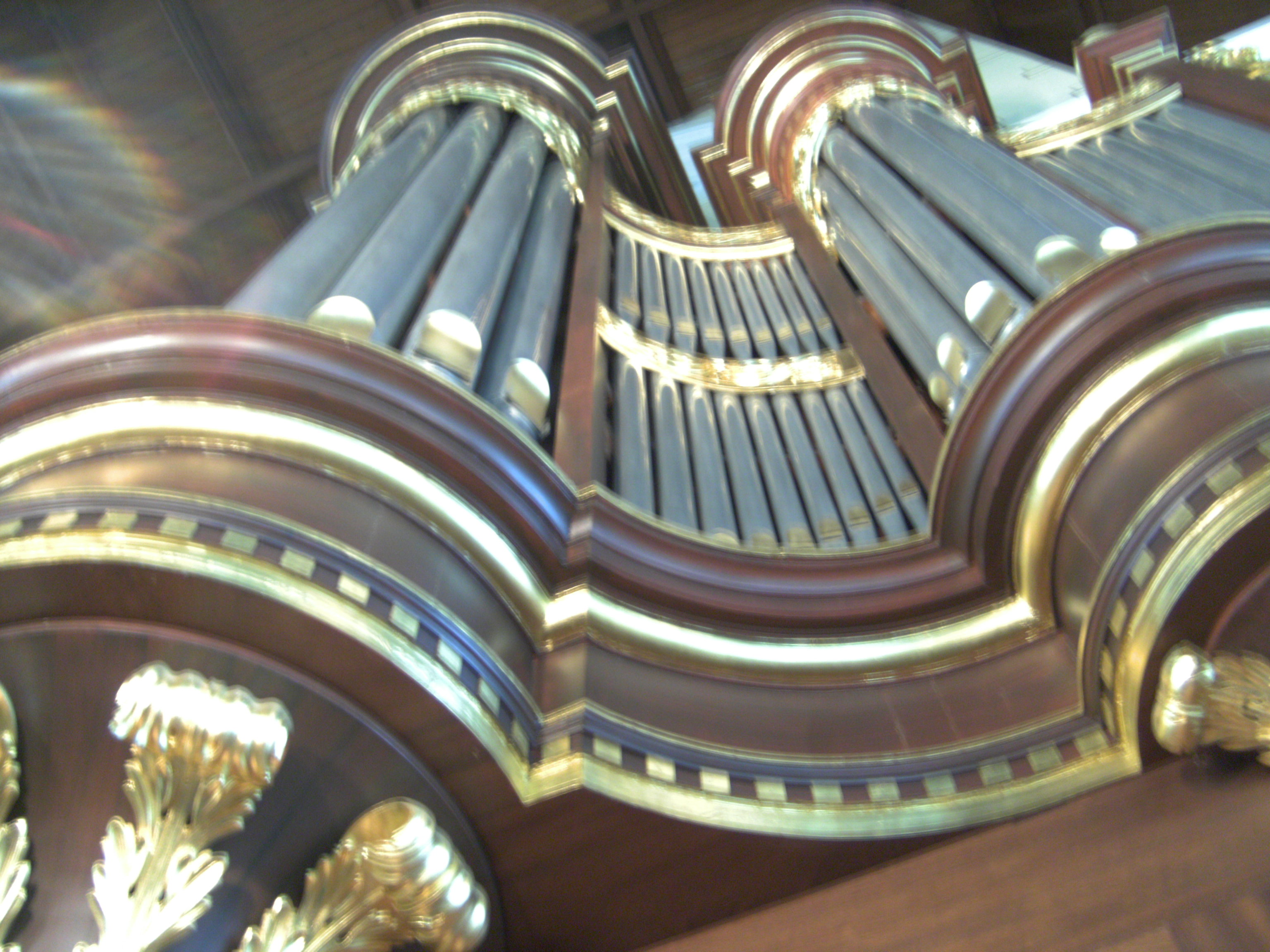
Het orgelfront
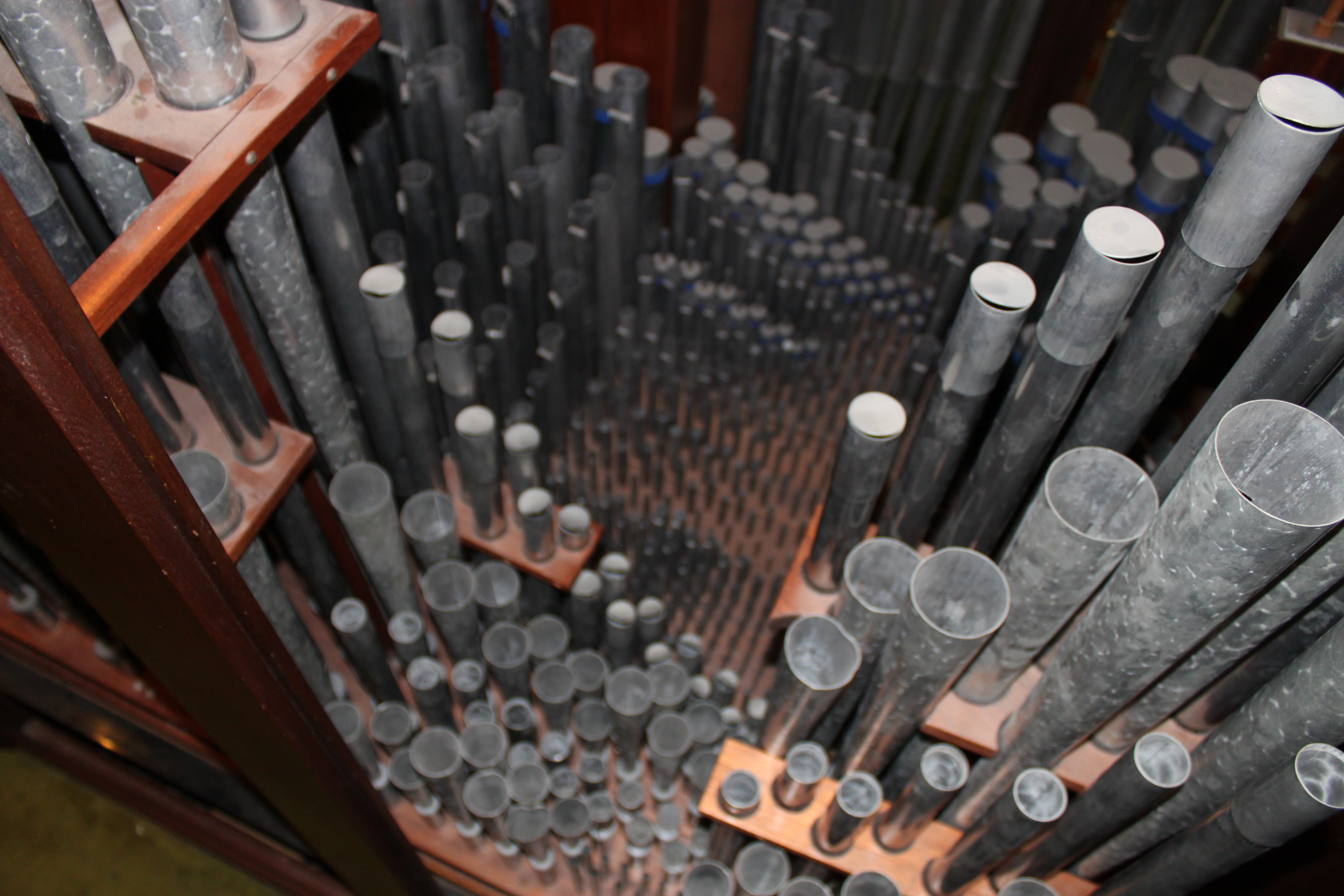
Rugwerk